# Clare Rustad
Clare Rustad (27 de maio de 1983) é uma futebolista canadense que atua como meia.

## Carreira
Clare Rustad representou a Seleção Canadense de Futebol Feminino nas Olimpíadas de 2008.